# Omenaa Mensah
Amma Omenaa Mensah (ur. 26 lipca 1979 w Jeleniej Górze) – polska dziennikarka i prezenterka, przedsiębiorczyni, filantropka, inwestorka, kolekcjonerka sztuki.

## Życiorys

### Wykształcenie
Ukończyła szkołę podstawową w Swarzędzu oraz Liceum Ekonomiczno-Społeczne w Poznaniu. Przez pięć lat trenowała koszykówkę, należała do drużyny Unia Swarzędz. Studiowała na kierunku „Zarządzanie i marketing” w Wyższej Szkole Zarządzania i Bankowości w Poznaniu. W latach 2001–2004 studiowała stosunki międzynarodowe (specjalizacja „europeistyka”) na Akademii Ekonomicznej w Poznaniu, gdzie w 2005 obroniła pracę magisterską. Jest doktorantką Szkoły Głównej Handlowej w Warszawie studiów o profilu ekonomiczno-społecznym. Jej zainteresowania naukowe dotyczą Afryki Subsaharyjskiej.

### Kariera zawodowa
W trakcie studiów założyła firmę Omi Hair, zajmującą się stylizowaniem afrykańskich fryzur. Do czesnego dorabiała także jako modelka, pracując zarówno w Polsce, jak i w Europie.
W 2003 zaczęła pracę przy kanale TVN 7, w którym prowadziła erotyczny program interaktywny Red Light. W tym samym roku została prezenterką pogody w Grupie TVN. W kolejnych latach kariery prowadziła emitowane na kanałach stacji TVN programy o tematyce podróżniczej, sportowej, kulinarnej i lifestyle’owej. W 2007 w parze z Rafałem Maserakiem uczestniczyła w piątej edycji programu rozrywkowego Taniec z gwiazdami. W 2008 wraz z córką Vanessą prowadziła program kulinarny TVN Style Kuchnia czynna całą dobę. W latach 2014–2016 prowadziła program Domo+ Domy gwiazd, w którym odwiedzała polskie osobowości medialne w ich mieszkaniach. Jesienią 2017 była kapitanką zwycięskiej drużyny w finale trzeciej edycji programu TVN Mali giganci. W 2019 prowadziła program na antenie Domo+ Luksusowe domy z Omeną. W 2020 wyprodukowała autorski program Wyjątkowe domy na TVN Style i TVN.
W 2012 uruchomiła przedsiębiorstwo Ammadora, tworzącą na zamówienie meble inspirowane sztuką. W 2018 uruchomiła markę Occhiello, specjalizującą się w szyciu męskich garniturów na zamówienie, a w 2020 rozszerzyła działalność o markę Amante. Jest też wspólniczką m.in. w spółkach RiO Asi, Omi Productions, Omiimage, InHome Real Estate, O&R Holding, Ubieramypracowników.pl i FoodWell.
W 2019 udzieliła wywiadu „Forbes Afrique” na temat Omenaa Foundation i wspierania edukacji afrykańskich dzieci. Jej zdjęcia pojawiły się dwukrotnie na okładkach polskiej edycji magazynu „Forbes”: w 2020 i 2023, a w wywiadach dla tego tytułu przedstawiła swoją działalność biznesową i charytatywną. W marcu 2023 nagrała serię podcastów z okazji 20-lecia konkursu Przedsiębiorca Roku #EY, do których zaprosiła czołowych polskich przedsiębiorców.

## Działalność charytatywna

### Omenaa Foundation
W maju 2014 założyła fundację Omenaa Foundation, której jest prezeską. W kwietniu 2017 z inicjatywy fundacji rozpoczęto budowę szkoły w Temie dla ghańskich dzieci. Fundusze na tę inwestycję, a także na inne działania charytatywne fundacji zbierane są za pomocą szytych na miarę projektów CSR oraz szeregu projektów z zaangażowaniem polskich gwiazd. Kids Haven School została otwarta w 2021 roku. Zaangażowała się także w rozwój edukacji polskich dzieci, organizując akcję, której celem było przekazanie podopiecznym z domów dziecka sprzętu komputerowego niezbędnego do nauki zdalnej w trakcie pandemii COVID-19. W ramach fundacji działa także na rzecz promocji tolerancji oraz poszanowania drugiego człowieka. Jest inicjatorką i producentką charytatywnego spektaklu Czarno to widzę, czyli wymieszani, posortowani, którego premiera odbyła się w styczniu 2020.

### Rafał Brzoska Foundation
W 2022 została wiceprezeską Rafał Brzoska Foundation, której celem jest finansowe i mentorskie wspieranie utalentowanej młodzieży z ubogich terenów wiejskich. W pierwszej edycji przyznano stypendia 23 finalistom oraz grupie pięciu podopiecznych Funduszu Serce, a stypendyści fundacji podjęli naukę na uczelniach, takich jak: Oxford, Cambridge, Berkeley, Wharton School of Management, New York University i Karolinska Institute. 3 kwietnia 2023 roku ruszył nabór do drugiej edycji funduszu stypendialnego.
W 2022 roku zorganizowała z Rafałem Brzoską Wielką Aukcję Charytatywną „Top Charity 2022”. Podczas wydarzenia zebrano ponad 4 mln zł, które następnie Brzoska podwoił, ogłaszając, że dodana przez niego kwota zasili konto nowo otwartej przez niego Rafał Brzoska Foundation. Dzięki tej donacji łączna kwota wyniosła 8 792 000 zł. 3 czerwca 2023 roku odbyła się druga edycja wydarzenia, a podczas licytacji dzieł sztuki i atrakcji udało się uzyskać ponad 28,5 mln zł. W trzeciej edycji (8 czerwca 2024) zebrano 45 917 000 zł (to kwota po podwojeniu przez Rafała Brzoskę). W czwartej edycji (7 czerwca 2025) zebrano ponad 28 milionów złotych, które Rafał Brzoska podwoił do kwoty 57 milionów złotych, a gościem wydarzenia był m.in. Will Smith.

### OmenaArt Foundation
W lutym 2023 roku stworzyła fundację artystyczną OmenaArt Foundation, która sprawuje pieczę nad wszystkimi projektami artystycznymi realizowanymi przez Omenaa Foundation i Rafał Brzoska Foundation, stanowi też punkt wyjścia do działań filantropijnych. OmenaArt Foundation jest także organizatorem Wystawy Wielkiej Aukcji Charytatywnej w Oranżerii Pałacu w Wilanowie, podczas której prezentowane są nie tylko dzieła najlepszych polskich i światowych artystów, które udało się pozyskać na aukcję, ale również prace innych artystów biorących udział w wydarzeniu.

### Aktywności dobroczynne po wybuchu inwazji Rosji na Ukrainę
W 2022 roku wraz z Rafałem Brzoską zorganizowała „Konwoje polskich serc”, prywatne transporty pomocy humanitarnej dla ludności cywilnej w ogarniętej wojną w Ukrainie. W kwietniu 2022 wysłała karetkę i kilka ciężarówek z artykułami pierwszej potrzeby do szpitala w Równem, a pod koniec miesiąca do Charkowa wysłała 34 wagony wypełnione m.in. żywnością, lekami i artykułami higienicznymi. Logistykę zorganizowano we współpracy z Rządową Agencją Rezerw Strategicznych.
Trzy tygodnie po rozpoczęciu inwazji Rosji na Ukrainę w 2022 wraz z Rafałem Brzoską stworzyła w Warszawie RiO Edu Centrum, którego celem jest wsparcie uciekających przed wojną kobiet i dzieci w budowaniu nowego życia z dala od domu, w innym środowisku i kulturze. Centrum zapewnia dzienną opiekę prawną, medyczną i aktywizację zawodową, intensywną naukę języków polskiego i angielskiego oraz opiekę i zajęcia edukacyjne dla dzieci w wieku przedszkolnym.
W styczniu 2023 założyła RiO Vibe Centrum, poradnię zdrowia psychicznego dla ukraińskich dzieci oraz podopiecznych polskich domów dziecka.

### Pozostałe przedsięwzięcia
Jest ambasadorką projektu Fundacji Rodziny Czepczyńskich, której głównym celem jest likwidacja barier i stereotypów związanych z osobami z niepełnosprawnościami. Efektem współpracy jest m.in. przekazanie książki „ABC Empatii” do placówki RiO Edu Centrum.
W 2022 roku razem z Rafałem Brzoską była jednym z darczyńców i uczestników „Wigilii dla samotnych”, której organizatorem jest Fundacja „Wolne Miejsce”. Z mężem ufundowała 2,5 tys. tradycyjnych posiłków wigilijnych, 300 zabawek dla dzieci oraz dodatkowo zakupiła ponad 10 tys. śpiworów dla noclegowni w całej Polsce.
W marcu 2023 nagrała serię podcastów z okazji 20-lecia konkursu Przedsiębiorca Roku #EY, do których zaprosiła czołowych polskich przedsiębiorców. Od maja prowadzi też autorski cykl wywiadów „Czas na filantropię”, publikowanych w magazynie „Forbes”.

## Życie prywatne
Jest córką Polki Izabelli i Ghańczyka Opoku. Jej matka ukończyła studia na kierunku ochrona środowiska na Politechnice Wrocławskiej, a ojciec jest z wykształcenia lekarzem kardiotorakochirurgiem.
W 2013 po siedmiu latach małżeństwa rozwiodła się z przedsiębiorcą Jakubem Pawłowskim. W 2019 poślubiła przedsiębiorcę Rafała Brzoskę, z którym ma syna Vincenta (ur. 16 listopada 2017). Ma także córkę Vanessę (ur. 5 maja 2002) z poprzedniego związku.
Jest miłośniczką sztuki, designu i architektury, a w szczególności rzeźby i figur przestrzennych. W wywiadzie z portalem well.pl z 2021 roku ujawniła, że prowadzi międzynarodowy projekt związany z architekturą, sztuką i designem.
W wywiadzie przeprowadzonym w 2021 dla portalu Onet.pl wyznała, że jest ateistką.
W 2023 pozwała Piotra Krysiaka, żądając zablokowania dystrybucji książki Dziewczyny z Dubaju 2, traktującej o luksusowych prostytutkach, uznając, że naruszył jej dobra osobiste.

## Nagrody i wyróżnienia
- 2020 – Honorowa Nagroda Gwiazdy Dobroczynności[76]
- 2020 – drugie miejsce w kategorii „Kobieta Biznesu 2020 – Działalność Społeczna” w plebiscycie „100 Kobiet Biznesu” organizowanego przez „Puls Biznesu”[77]
- 2021 – Super Gwiazda Plejady za działalność charytatywna[78]
- 2022 – Brązowy BohaterON w kategorii „NAUCZYCIEL”; nagroda otrzymana wspólnie z Rafałem Brzoską za zaangażowanie w działalność filantropijną[79][80]

## Odznaczenia
- 2023 – Krzyż Kawalerski Orderu Odrodzenia Polski za wybitne zasługi w działalności filantropijnej i charytatywnej[81][82]